# The Phnom Penh Post

Một số báo của tờ Phnom Penh Post.

The Phnom Penh Post là một nhật báo tiếng Anh xuất bản ở Phnom Penh, Campuchia. Được thành lập năm 1992 bởi nhà xuất bản Michael Hayes, nó là tờ báo tiếng Anh lâu đời nhất ở Campuchia. Nó được in ở định dạng nhỏ đầy màu sắc.
Nó có một đội ngũ các nhà báo Campuchia và nước ngoài và bao gồm tin tức quốc gia. Tờ báo này bao gồm tin tức kinh doanh cụ thể, lối sống và thể thao, và cũng có thể in một "Cảnh sát giấy thấm", trong đó có các mục liên quan đến tội phạm dịch từ tờ nhật báo địa phương bằng tiếng Khmer.
Từ khi thành lập ở Phnom Penh trong tháng 7 năm 1992, các ấn bản in lần trước đây được phát hành trên cơ sở hai tuần một lần, và có độc giả tại Campuchia và trên toàn thế giới với hơn 20.000 người tại hơn 40 quốc gia. Đầu năm 2008, tờ báo nhận được đầu tư từ một số người Úc và trở thành một ấn phẩm hàng ngày vào ngày 08 tháng 8 năm 2008.
Các tin tức, phân tích bao phủ các vấn đề hiện tại của Campuchia. Sự kiện quan trọng bao gồm từ Liên Hợp Quốc tài trợ Paris Hiệp định và cuộc bầu cử tiếp theo, để việc ban hành một hiến pháp mới cho phép thành lập một chế độ quân chủ lập hiến.
Campuchia có một tờ báo tiếng Anh hàng ngày khác, The Cambodia Daily.